# 王筠 (清朝文字學家)
王筠（1784年—1854年），字貫山，號菉友，山東省安丘縣人。

## 生平
王筠於乾隆四十九年（1784年）出生，道光元年（1820年）舉人，道光二十四年（1844年）以國史館謄錄議敘選山西鄉甯知縣，並曾權知曲沃、徐溝二縣。少喜篆籀，深研《說文解字》，與許翰、何紹基、陳慶鏞、陳奐等切磋文字，是「說文四大家」之一。著書50多種。歿於咸豐四年（1854年）。

## 著作
王筠所著《說文句讀》，折衷段玉裁、桂馥之說，“垂三十年。其獨辟門徑，折衷一是，不依傍人，論者以為許氏之功臣，段、桂之勁敵”，另著有《說文釋例》、《說文繫傳校錄》、《文字蒙求》及《菉友蛾術編》等。
同治四年（1865年）王筠之子王彥侗表上《說文釋例》、《說文句讀》二書，太子太傅潘祖蔭閱畢，跋其書後，推崇備極。史學家柯劭忞將《說文釋例》、《說文句讀》等收入《續四庫全書》中。

## 家族
父王馭超，乾隆丙午舉人，輯有《海岱史略》。